# (633) Zelima
(633) Zelima es un asteroide perteneciente al cinturón de asteroides descubierto el 12 de mayo de 1907 por August Kopff desde el observatorio de Heidelberg-Königstuhl, Alemania.
Se desconoce la razón del nombre.
Forma parte de la familia asteroidal de Eos.